# Бишкінські сотні
Бишкінські сотні (Першобишкінська та Другобишкінська) — адміністративно-територіальні та військові одиниці Сумського полку Слобідської України. Сотенний центр — слобода Бишкінь (тепер Лебединського району Сумської області).

## Історія
Село Бикшінь осаджене на лівому березі річки Псел у місці впадання в неї річки Легань не пізніше 1678 вихідцями із Змієва Харківського полку. У різних документах Бишкінь згадується як містечко і як слобода (село).
Перша і Друга Бишкіньська сотня ліквідовані 1765 через  реформи слобідських полків.

### Сотники першобишкінські та другобишкінські
- Кондратьєв Андрій (Андрійович?) (1756-22.03.1759);
- Варавкін Іван Гнатович (22.03.1759-1766), перейшов на гусарську службу.

### Старшини сотенні
- Варавкін Іван Гнатович (09.1755 — 23.03.1757) — сотенний хорунжий.